# Џон Ата Милс
Џон Ата Милс (енгл. John Atta Mills; Тарква, 21. јул 1944 — Акра, 24. јул 2012) био је четврти председник Треће републике Гане. Инаугурисан је 7. јануара 2009. победивши на председничким изборима кандидата владајуће партије Нана Акуфо-Адоа. Био је потпредседник Гане од 1997. године до 2001. године за време мандата председника Џерија Ролингса, а пре ове победе, 2000. године и 2004. године се неуспешно кандидовао као кадар Националног демократског конгреса.